# Ooforopexia
Fijación quirúrgica de un ovario a la pared de la pelvis.
Suele realizarse en mujeres jóvenes y resulta útil para sacar los ovarios del campo de irradiación de la radioterapia y así evitar su daño. 
La radiación de cadenas ganglionares debido a linfomas o la radiación de la región pélvica por tumores genitales o intestinales afectará al ovario que sufrirá una pérdida variable de su función, ya que ésta dependerá de factores como la edad en la que se produzca o de la dosis administrada. El grado de afectación en la funcionalidad no será definitivo hasta pasados unos meses o incluso años desde la finalización del tratamiento.
Se recomienda evitar el embarazo durante las sesiones de radioterapia e incluso dejar un margen de seguridad posterior de al menos un año, debido al riesgo de gestaciones anormales por el posible desarrollo de mutaciones.